# Nava (Meksyk)
Nava – miasto w Meksyku, w stanie Coahuila.